# Georg cel Bărbos
Georg cel Bărbos (în latină Georgius Barbatus; n. 27 august 1471, Meißen, Principatul Saxoniei, Germania – d. 17 aprilie 1539, Dresda, Principatul Saxoniei) a fost conducătorul Ducatului de Saxonia din anul 1500 până în 1539, cu reședința la Dresda.
Georg s-a bucurat de o educație solidă și vorbea fluent limba latină.
În anul 1517 l-a invitat pe Martin Luther, pe atunci călugăr augustinian, să predice în fața Curții de la Dresda. Predica respectivă a avut loc pe 25 iulie 1517. Georg nu a fost de acord cu teoriile lui Martin Luther și a devenit ulterior un adversar al luteranismului.
Concomitent vărul lui Georg cel Bărbos, principele elector Friedrich al III-lea, Elector de Saxonia, cu reședința la Wittenberg, a fost principalul susținător politic al luteranismului.